# Coleocentrus incertus
Coleocentrus incertus là một loài tò vò trong họ Ichneumonidae.